# Motor Car Repair Company
Motor Car Repair Company war ein US-amerikanischer Hersteller von Automobilen.

## Unternehmensgeschichte
Das Unternehmen wurde 1906 in New York City gegründet.  Eine Quelle nennt P. A. Proal und E. M. Dalley als Inhaber, eine andere P. A. Prool, E. M. Dalley und L. C. Dalley. Hauptsächlich war es eine Autowerkstatt. Zwischen 1909 und 1911 entstanden einige Automobile. Der Markenname lautete Prodal, zusammengesetzt aus Teilen der Namen der Inhaber. The New York Times berichtete am 18. Juli 1909 darüber.
Nach Aufgabe der eigenen Fahrzeugproduktion existierte das Unternehmen noch einige Jahre.

## Fahrzeuge
Die Fahrzeuge entstanden nach Kundenaufträgen. Ein Vierzylindermotor mit 28 PS Leistung trieb die Fahrzeuge an. Die Basis bildete ein selbst entwickeltes Fahrgestell. Darauf wurden offene und geschlossene Karosserien montiert. Die Fahrzeugfront ähnelte den Fahrzeugen von Renault, die damals den Wasserkühler hinter dem Motor hatten und somit vorne keinen Kühlergrill. Auf dem Trittbrett der Fahrerseite war ein Reserverad montiert. Darin befand sich etwas Werkzeug.
Ein Käufer war Lyman Rhodes, Vizepräsident der Chase National Bank. Nach Zulassungsstatistiken entstanden mindestens fünf weitere Fahrzeuge. Eine andere Quelle gibt an, dass zehn Fahrzeuge hergestellt worden sein könnten.